# Eilema pulverosa
Eilema pulverosa är en fjärilsart som beskrevs av Aurivillius 1904. Eilema pulverosa ingår i släktet Eilema och familjen björnspinnare. Inga underarter finns listade i Catalogue of Life.